# Gibel
Gibel – miejscowość i gmina we Francji, w regionie Oksytania, w departamencie Górna Garonna.
Według danych na rok 1990 gminę zamieszkiwało 207 osób, a gęstość zaludnienia wynosiła 11 osób/km² (wśród 3020 gmin regionu Midi-Pyrénées Gibel plasuje się na 856. miejscu pod względem liczby ludności, natomiast pod względem powierzchni na miejscu 599.).